# Грацано Бадолио
Граца̀но Бадо̀лио (на италиански: Grazzano Badoglio; на пиемонтски: Grassan, Грасан; до 1939 г. Грацано Монферато) е село и община в Северна Италия, провинция Асти, регион Пиемонт. Разположено е на 299 m надморска височина. Населението на общината е 615 души (към 2010 г.).